# Sawyl Penuchel
Sawyl Penuchel ou  Ben Uchel  ( Tête haute, i.e.:  arrogant), connu aussi sous le nom de Samuil Penisel (Tête basse, i.e. humble), est  un roi brittonique, de la Bretagne insulaire vers 550 qui apparait dans les généalogies galloises, les Triades galloises et dans l'Historia regum Britanniae.

## Généalogies et traditions
Les généalogies dans lesquelles il apparaît sous ses deux épithètes, font de lui le fils de Pabo Post Prydein, un descendant de Coel Hen, le roi présumé de la Hen Ogledd. L'historien John Morris localise « Sawyl » dans les Pennines du sud, la région actuelle du Peak District, un nom qui peut dater de son annexion par les Anglo-Saxons du Pecset. Dans les Triades galloises, il est répertorié comme l'un des « Trois hommes arrogants de l'île de Bretagne ».
D'autres généalogies disent qu'il était le père de Asaph de Llan-Elwy. La Chronique d'Ellis Gruffydd dit que sa fille a épousé Maelgwn Gwynedd. Une généalogie irlandaise avance que « Samuel Cennisel » est le premier époux de Deichter, fille de Muiredach Muinderg mac Forga mac Dallan, le roi du Dál Fiatach en Ulster, et ils eurent deux fils : Sanctán, qui devient évêque de Cil-dá-les et fonde Kilnasantan dans le comté de Dublin, et saint Matóc Ailithir. Le Liber Hymnorum irlandais confirme que Sanctán et Matóc sont venus en Irlande de Bretagne insulaire.
Selon la Vita de Saint-Cadoc, un roi nommé Sawyl Penuchel tenait sa cour à Allt Cunedda près de Kidwelly en Carmarthenshire. Cadoc poursuivit la troupe de Sawyl qui avait volé de la nourriture à l'Abbaye de Llancarfan. Il les trouve endormis sous un arbre et leur coupe les cheveux, avant de fuir vers une tourbière proche. Lorsque Sawyl et ses hommes lui donnent la chasse, ils se noient tous dans la tourbière.
Geoffroy de Monmouth, dans son Historia Regum Britanniae, utilise le nom Sawyl Penuchel pour le dédoubler en deux rois légendaires de la Bretagne insulaire pré-romaine : « Samuil » et « Penissel », précédés par Redechius et suivis par Pir.

## Sources
- (en) Mike Ashley British Kings & Queens    Robinson (Londres 1998)  (ISBN 1841190969).
- (en) Peter Bartrum, A Welsh classical dictionary: people in history and legend up to about A.D. 1000, Aberystwyth, National Library of Wales, 1993, p. 665  SAWYL BENUCHEL
- Histoire des rois de Bretagne, traduit et commenté par Laurence Mathey-Maille, Édition Les belles lettres, coll. « La roue à livres », Paris, 2004,  (ISBN 2-251-33917-5)